# 伊夫兰

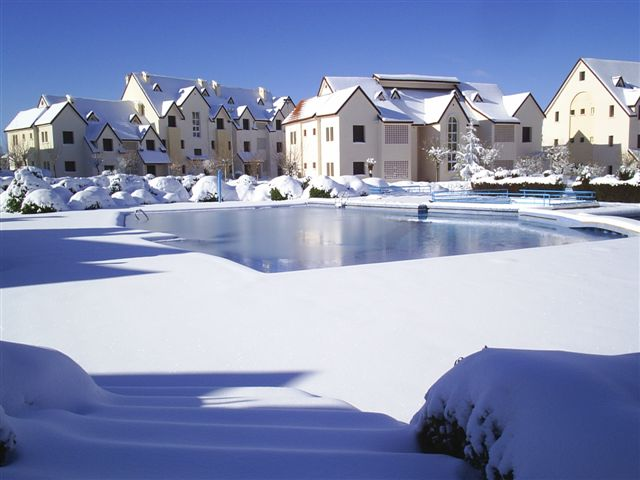
伊夫蘭

伊夫兰（阿拉伯語：‎ ／ 柏柏爾語：），摩洛哥阿特拉斯山脉中部城市，著名滑雪胜地，是摩洛哥當地最為歐化的城市，有“小瑞士”之称。该市海拔1,650米，人口约12000人（2004年）。